# Sergej Iščuk
Sergej Iščuk (* 21. srpna 1970 Kalininsk, Saratovská oblast) je český malíř ruského původu žijící v Litomyšli.

## Život
Sergej Iščuk pochází z Kalininsku v bývalém Sovětském svazu. Výtvarné vzdělání získal v letech 1991 až 1995 na Povolžské akademii výtvarných umění v Saratově, zásadní vliv na něj však měli o generaci starší nonkonformní umělci, zejména Viktor Fjodorovič Čudin, který mu zprostředkoval kontakt s evropským, především francouzským uměním. S poznáním toho, že mnoho z jeho uměleckých vzorů i přátel nezískalo ani po uvolnění politických poměrů v Ruské federaci uznání, rozhodl se Sergej Iščuk z rodné země odejít; od roku 1996 žije a tvoří v České republice.

## Dílo
Poučen principy moderního umění obrací Sergej Iščuk svůj zájem k barvě a barevné ploše jako hlavní nositelce výrazu i atmosféry obrazu. Zásadním inspiračním zdrojem se pro něj stávají lidé, kteří ho obklopují. Ve své výtvarné tvorbě zpracovává především téma ženského aktu. Žena pro něj však není pouhým erotickým objektem, ale symbolizuje naději a svobodu, představuje nositelku života i pokračovatelku lidského rodu.
Žánrově se věnuje také zátiší. Maluje pivoňky či slunečnice v jejich plném rozkvětu s vědomím toho, že jednou odkvetou a uvadnou. Zaznamenává náladu a podobu míst, ve kterých žije. Na jeho plátnech se často v drobných nenápadných detailech objevují symbolické odkazy na aktuální společenské dění, ale i odkazy na dávné mytologické příběhy. V druhých – obvykle dekorativně pojatých – plánech obrazů tak pozorný divák objeví motivy vztahující se k osobní historii malovaných, ale i k obecně platným společenským tématům.
V tvorbě Sergeje Iščuka se tak střetávají modernistické tendence evropského malířství s respektem k ruským tradicím. Jeho obrazy přinášejí do současného světa optimismus i vizi o neustálém koloběhu života, jenž v sobě nese zmar a smrt, ale také tajemství a potěšení, vznešenost i něhu.

## Samostatné výstavy
- 2021 Mé půlstoletí, Regionální muzeum Litomyšl
- 2020 Mé půlstoletí, Městské muzeum Králíky
- 2019–2020 Krása v Mámení, Sladké mámení Boskovice
- 2019 Litomyšlské krásy a krásky, El lamíno, Litomyšl (v rámci Smetanovy výtvarné Litomyšle)
- 2019 Sergej Iščuk: Obrazy, El lamíno, Litomyšl
- 2010–2011 Mír a sláva Litomyšli, Antik Hotel Sofia, Litomyšl
- 2008 Sergej Iščuk - výstava obrazů, Městská galerie Litomyšl
- 2007 Spirála vzpomínek, Antik Hotel Sofia, Litomyšl
- 2005–2006 Espace Art Gallery, Nice
- 2004 Galerie K-PRO, Brno
- 2004 Galerie Pegas, Znojmo
- 2003 Živé sny Sergeje Iščuka, Městská galerie Vysoké Mýto
- 2003 Galerie Celebris, Hradec Králové
- 2002 Obrazy, Orlické muzeum, Choceň
- 2002 Zámek Častolovice
- 2002 Listy života, Městské muzeum Králíky
- 1999 Vzpomínky na dětství v Rusku, Orlické muzeum, Choceň
- 1998 Státní muzeum K. A. Fedina, Saratov
- 1998 Výstava na podporu malíře Pavla Kuzněcova

## Skupinové výstavy
- 2020 Výtvarná Litomyšl 2020
- 2019 Výtvarná Litomyšl 2019
- 2002, 2003 Východočeské výtvarné salony, Litomyšl, Jaroměř
- 2000, 2002 II. a IV. výstava výtvarného umění, Ústí nad Orlicí
- 1996 Oblastní výtvarný salon, Saratov
- 1996 Velmi povrchní zaměstnání, Státní muzeum A. N. Radiščeva, Saratov